# Mauricijus na Olimpijskim igrama 2016.
Mauricijus je nastupio na Ljetnim olimpijskim igrama u Brazilu 2016. godine.

## Biciklizam
Jedan biciklist s Mauricijusa se kvalificirao za OI 2016.

### Brdski biciklizam
- Kros za muškarce: 1 mjesto (Yannick Lincoln)